# Асьєр Рієсго
Асьєр Рієсго Унамуно (ісп. Asier Riesgo Unamuno, нар. 6 жовтня 1983, Деба,  Іспанія) — іспанський футболіст, воротар команди «Ейбар».
Вихованець юнацької футбольної академії «Реал Сосьєдау». 2015 року уклав угоду з Ейбаром, розраховану на один рік.

## Титули і досягнення
- Чемпіон Європи (U-19): 2002